# Undiță

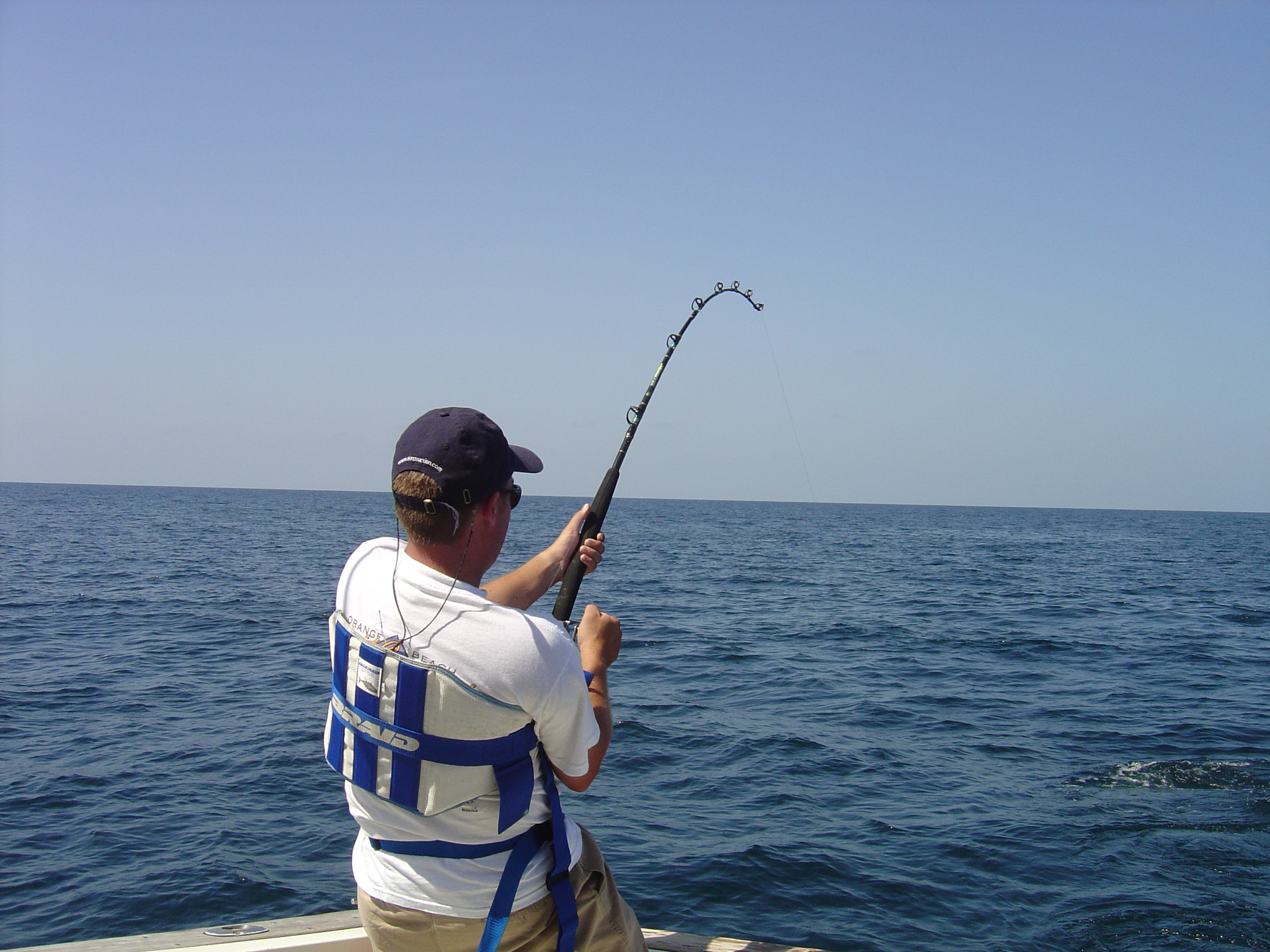
Pescuit cu undița

Undița este o unealtă individuală de pescuit folosită în pescuitul sportiv alcătuită dintr-o sfoară,  un fir de material plastic etc. având la capăt un cârlig ascuțit și îndoit, în care se pune momeala pentru a prinde peștele. Sfoara poate fi sau nu legată de o vargă flexibilă.
Se deosebesc 2 feluri de undiță: 
- Undița de mână, denumita si pripon, formată dintr-o sfoară legată de o sticlă sau o rolă specială din plastic de care se atașează unul sau mai multe cârlige cu momeală și plumbi. Se folosește la pescuitul de pe mal, sub gheață sau din barcă. Sfoara se aruncă, sau se lasă în adânc derulată pe deget.
- Undița cu vargă, formată dintr-o vargă, de care se leagă o sfoară, plumbi si unul sau mai multe cârlige cu momeală. Se folosește la pescuitul sportiv în apele dulci, de pe mal.